# Pavonia spectabilis
Pavonia spectabilis är en malvaväxtart som beskrevs av A. Krapovickas. Pavonia spectabilis ingår i släktet påfågelsmalvor, och familjen malvaväxter. Inga underarter finns listade i Catalogue of Life.